# Plex venos pudendal
Plexul venos pudendal (plexul vezicoprostatic) se află în spatele ligamentului pubian arcuit și a părții inferioare a simfizei pubiene și în fața vezicii urinare și a prostatei. Afluentul său principal este vena dorsală profundă a penisului, dar primește și ramuri din fața vezicii urinare și a prostatei. Comunică cu plexul venos vezical și cu vena pudendală internă și se scurge în venele vezicale și hipogastrice. 